# Sari Makmur (Pangkalan Lesung)
Sari Makmur is een bestuurslaag in het regentschap Pelalawan van de provincie Riau, Indonesië. Sari Makmur telt 1702 inwoners (volkstelling 2010).